# Anouska Koster
Anouska Koster (* 20. August 1993 in Leeuwarden) ist eine niederländische Radrennfahrerin.

## Sportliche Laufbahn
2011 wurde Anouska Koster Dritte der niederländischen Meisterschaft im Straßenrennen der Juniorinnen. Im Jahr darauf belegte sie als Mitglied des Teams Boels Dolmans Platz sechs im Mannschaftszeitfahren beim Open de Suède Vårgårda. 2013 wurde sie niederländische Studenten-Straßenmeisterin. 2015 gewann sie den Grossen Preis des Kantons Aargau.
2016 wurde Koster niederländische Meisterin im Straßenrennen und entschied eine Etappe der Tour of Norway für sich. Beim Mannschaftszeitfahren der UCI-Straßen-Weltmeisterschaften 2016 in Doha erregte sie mit einem spektakulären Sturz Aufsehen, als sie ohne Fremdeinwirkung in eine Absperrung fuhr; trotz blutender Gesichtsverletzungen beendete sie das Rennen. Als Grund für den Sturz wurde mangelnde Konzentration durch die große Hitze vermutet. 2017 gewann sie eine Etappe sowie die Gesamtwertung der Lotto-Belisol Tour, 2019 entschied sie eine Etappe der Tour Cycliste Féminin International de l’Ardèche für sich sowie 2021 die Punktewertung der Tour de Belle Isle en Terre und die Bergwertung der Simac Ladies Tour.

## Erfolge
2015
- Grosser Preis des Kantons Aargau

2016
- eine Etappe Tour of Norway
- Niederländische Meisterin – Straßenrennen

2017
- eine Etappe Gracia Orlová
- Gesamtwertung und eine Etappe Lotto Belgium Tour

2019
- eine Etappe Tour Cycliste Féminin International de l’Ardèche

2021
- Punktewertung Tour de Belle Isle en Terre
- Bergwertung Simac Ladies Tour

2024
- Kreiz Breizh Elites Féminin